# Tres caras de mujer
Tres caras de mujer es una telenovela mexicana transmitida por Telesistema Mexicano en 1963. Producida y dirigida por Ernesto Alonso. Protagonizada también por él junto a Amparo Rivelles, José Gálvez y la participación antagónica de Ramón Burgarini.

## Elenco
- Ernesto Alonso .... Claudio
- Amparo Rivelles .... Laura
- José Gálvez .... Gustavo
- Ramón Bugarini .... Alfonso
- Prudencia Griffel .... Doña Remedios
- Miguel Manzano .... Inspector
- Guillermo Murray .... Jaime
- Graciela Orozco
- Carmen Salas .... Alma
- Fanny Schiller .... Tia Epifania
- Mercedes Pascual .... Gloria
- Malú Galán .... Silvia
- E. Diaz Indiano .... Renato
- Manuel García
- Mario Vega

## Producción
- Director: Ernesto Alonso
- Productor Ejecutivo: Ernesto Alonso

## Datos a resaltar
- La telenovela está grabada en blanco y negro.